# Marco Pedacca
Marco Pedacca OSB († 27. Januar 1602) war ein italienischer römisch-katholischer Bischof.
Pedacca wurde am 14. März 1584 zum Bischof von Lacedonia ernannt.